# Transport kolejowy na Haiti

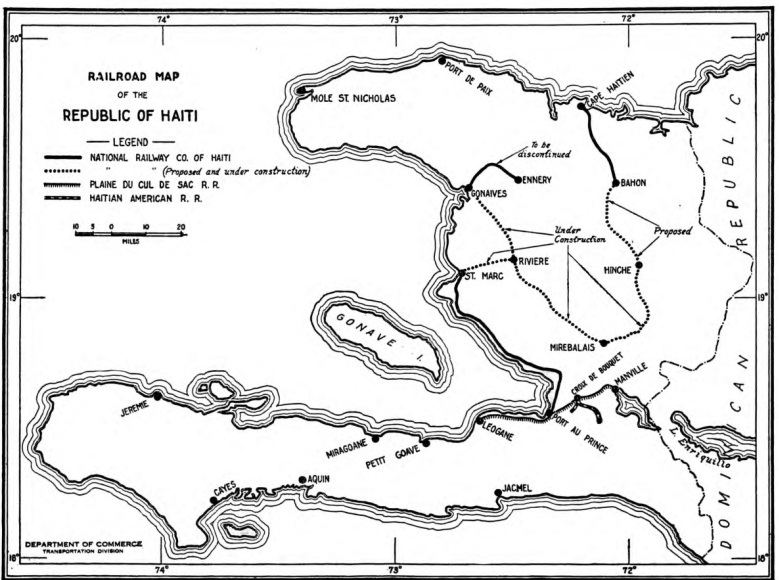
Mapa istniejących i planowanych linii kolejowych z 1925 roku

Transport kolejowy na Haiti – zlikwidowany system transportu kolejowego działający na terenie Haiti.
Obecnie na Haiti nie funkcjonuje transport kolejowy.
Dawniej oprócz linii kolejowych działały też tramwaje w Port-au-Prince.

## Historia
W latach 1898–1905 powstała linia Cap-Haïtien – Bahon długości 39 km. Przewozy pasażerskie i towarowe zawieszono w 1952 roku, ale jeszcze do wczesnych lat sześćdziesiątych przewożono plony. Linia została rozebrana około 1965 roku.
Na początku XX wieku The Compagnie des Chemins de Fer de la Plaine du Cul-de-Sac otworzyła dwie podmiejskie linie kolejowe o rozstawie szyn 762 mm: Port-au-Prince – Léogâne (36 km) oraz Port-au-Prince – Manneville (43 km).
Również na początku XX wieku powstała linia Gonaïves – Ennery o długości 33 km. Planowano wydłużenie linii o 5 kilometrów do Hinche, jednak planów tych niezrealizowano. Zlikwidowano ją na przełomie lat dwudziestych i trzydziestych XX wieku.
W 1905 roku firma Compagnie Nationale Railroad wybudowała linię kolejową Port-au-Prince – Saint-Marc długości ok. 100 km, o rozstawie szyn 1067 mm. W latach trzydziestych XX wieku linię wydłużono do Verrettes. Jej łączna długość wynosiła 145 kilometrów.
Linie Port-au-Prince – Léogâne, Port-au-Prince – Manneville oraz Port-au-Prince – Saint-Marc zostały prawdopodobnie zamknięte w latach 50. XX wieku, jednak niektóre odcinki wykorzystywano do przewozów towarowych jeszcze do końca XX wieku.